# Kristian Schreiner
Kristian Emil Schreiner, född 29 juli 1874 i Kristiania, död 3 maj 1957, var en norsk anatom. Han var gift med Alette Schreiner.
Schreiner tog medicinsk examen 1899 och studerade anatomi i Würzburg 1899–1900, embryologi i Prag 1900–01 och cytologi i Liège 1901–02. Han tog doktorsgraden 1902 på avhandlingen Ueber die Entwicklung der Amniotenniere ("Zeitschrift für wissenschaftliche Zoologie", band 71, 1902) och anställdes som ledare för den biologiska stationen i Drøbak. Han blev universitetsstipendiat i biologi 1904, prosektor i histologi 1906 och professor i anatomi 1908. 
Tillsammans med hustrun utgav Schreiner Ueber die Entwicklung der männlichen Geschlechtszellen von Myxine glutinosa (I–II Archive de Biologie, band 21, 1905; III Archive für Zellforschung, band 1, 1908), och Neue Studien über die Chromatinreifung der Geschlechtszellen (I–II Archive de Biologie, band 22, 1906; III "Anatomische Anzeigen", band 29, 1906; IV–V, Videnskabsselskabets i Kristiania skrifter, 1907) och dessutom Beiträge zur Histologie und Embryologie des Vorderdarmes der Vogel (Zeitschrift für wissenschaftliche Zoologie, band 68, 1900). 
Schreiners omorganisation av den anatomiska institututionen fick genomgripande betydelse för undervisningen. Han tilldelades Fridtjof Nansens belønning for fremragende forskning 1917. Under den tyska ockupationen hölls han 1941–42 inspärrad i koncentrationslägret Grini.